# Ernemont-la-Villette
 Ernemont-la-Villette  es una población y comuna francesa, en la región de Alta Normandía, departamento de Sena Marítimo, en el distrito de Dieppe y cantón de Gournay-en-Bray.

## Demografía
| 191 | 174 | 131 | 146 | 180 | 176 |
| Para los censos de 1962 a 1999 la población legal corresponde a la población sin duplicidades (Fuente: INSEE [Consultar]) |     |     |     |     |     |